# Comité Nacional por el Derecho a la Vida
El Comité Nacional por el Derecho a la Vida (en inglés: National Right to Life Committee; abreviado como NRLC) es la organización nacional antiaborto más antigua y más grande de los Estados Unidos. Cuenta con afiliados en los 50 estados y más de 3000 sedes locales en todo el país. Fue fundado en 1968 por la Conferencia de los Obispos Católicos de Estados Unidos.
Desde la década de 1980, NRLC ha influido en la política provida a nivel nacional y estatal a través del financiamiento de campañas de candidatos provida y casi exclusivamente republicanos y redactando leyes modelo que restrinjan o prohíban el aborto.

## Historia

### 1968-1973: Conferencia de Obispos Católicos
En 1966, la Conferencia de los Obispos Católicos de Estados Unidos (NCCB) le pidió a James T. McHugh que comenzara a observar las tendencias en la reforma de la política sobre el aborto. En ese momento, McHugh era director de la Oficina de Vida Familiar de la Conferencia Católica de los Estados Unidos (USCC), y más tarde se convirtió en obispo de Camden y luego de Rockville Center. La NCCB le pidió a McHugh durante su conferencia anual en abril de 1967 que organizara el Comité Nacional del Derecho a la Vida (NRLC) y financiara el NRLC establecido con $50,000 para iniciar y coordinar un programa de información con afiliados estatales que informaría a las partes interesadas sobre la ola de legislación estatal propuesta para anular los estatutos que prohibían el aborto.
El Comité Nacional del Derecho a la Vida se formalizó en 1968. McHugh contrató al asistente ejecutivo Michael Taylor para ayudar con las necesidades diarias de la organización. En octubre de 1968, publicaron el primer boletín de NRLC presentando formalmente a la organización y brindando información sobre los esfuerzos para cambiar las leyes de aborto. A nivel estatal, comenzaron a formarse organizaciones independientes por el derecho a la vida y comenzaron a depender de NRLC para recibir orientación e información. El boletín duró hasta 1971.
NRLC celebró su primera reunión de líderes provida a nivel nacional en Chicago en 1970, en Barat College. El abogado de Nueva Jersey, Juan Ryan, se desempeñó como el primer presidente de NRLC. Al año siguiente, NRLC celebró su primera convención en Macalester College en Saint Paul, Minnesota.
«La única razón por la que tenemos un movimiento provida en este país es por el pueblo católico y la Iglesia Católica», declaró el director ejecutivo de NRLC James T. McHugh en 1973.

## Organización
El NRLC está compuesto por:
- Comité Nacional por el Derecho a la Vida, Inc. (NRLC), 501c(4), EIN: 52–0986196.
- Fondo Fiduciario Educativo del Comité Nacional del Derecho a la Vida, 501c(3), EIN: 52–1241126.
- Fundación Educativa Nacional del Derecho a la Vida, Inc., 501c(3), EIN: 73–1010913.
- Convenciones Nacionales del Derecho a la Vida, Inc., 501c(4), EIN: 52–1257773.
- Comité Nacional de Acción Política por el Derecho a la Vida (NRLPAC).
- Fondo Nacional para la Victoria del Derecho a la Vida, un comité de acción política de gasto independiente.

## Afiliados
NRLC tiene afiliados en los cincuenta estados y más de 3000 capítulos locales.
Su filial de Virginia, la Sociedad de Virginia Society for Human Life, fue fundada en 1967 como la primera organización estatal del derecho a la vida. Otros afiliados tempranos incluyen Georgia Right to Life.

## Presidentes
- 1968–1973 - Juan Ryan (Nueva Jersey)
- 1973–1974 - Edward Golden (Nueva York)
- 1974–1975 - Kenneth VanDerHoef (Washington)
- 1975–1978 - Mildred Jefferson (Massachusetts)
- 1978–1980 - Carolyn Gerster (Arizona)
- 1980–1983 - John C. Willke (Ohio)
- 1983–1984 - Jean Doyle (Florida)
- 1984–1991 - John C. Willke (Ohio)
- 1991–2005 - Wanda Franz (Virginia Occidental)
- 2005–presente - Carol Tobias (Dakota del Norte)